# Joanis Nikolaidis
Joanis Nikolaidis, gr. Ιωάννης Νικολαΐδης (ur. 4 stycznia 1971) – grecki szachista, arcymistrz od 1995 roku.

## Kariera szachowa
Od połowy lat 90. należy do ścisłej czołówki greckich szachistów. Pomiędzy 1994 a 2006 r. wziął udział we wszystkich w tym okresie siedmiu rozegranych szachowych olimpiadach (w tym raz na I szachownicy), natomiast w latach 1997, 2001 i 2003 – w drużynowych mistrzostwach Europy. Wielokrotnie startował w finałach indywidualnych mistrzostwach Grecji, największy sukces odnosząc w 1995 r., kiedy to zdobył tytuł mistrza kraju.
Do sukcesów Joanisa Nikolaidisa na arenie międzynarodowej należą m.in.:
- dz. I m. w Budapeszcie (1994, turniej First Saturday FS06 GM, wspólnie z Peterem Lukacsem),
- II m. w Peristeri (1994, za Vasiliosem Kotroniasem),
- I m. w Ilioupolis (1995),
- dz. II m. w Balatonbereny (1995, za Olegiem Romaniszynem, wspólnie z Gaborem Kallaim),
- III m. w Bolzano (2000, za Gyula Saxem i Zoltanem Gyimesim),
- III m. w Stambule (2002, mistrzostwa państw bałkańskich, za Hristosem Banikasem i Ewgenim Ermenkowem)[3],
- dz. II m. w Agios Kirykos (2005, za Dmitrijem Swietuszkinem, wspólnie z Maksimem Turowem)[4].

Najwyższy ranking w karierze osiągnął 1 lipca 1996 r., z wynikiem 2585 punktów dzielił wówczas 83-92. miejsce na światowej liście FIDE, jednocześnie zajmując 2. miejsce (za Vasiliosem Kotroniasem) wśród greckich szachistów.